# Route I/12 (Slovaquie)
Pour les articles homonymes, voir I12 et Route 12.
La I/12 (en slovaque : cesta I. triedy 12) est une route slovaque de première catégorie reliant Svrčinovec à la frontière polonaise. Elle mesure 15,3 km.

## Tracé
- Région de Žilina
  - Svrčinovec
  - Čierne
  - Skalité
- Pologne S69